# Phthinia plasmanni
Phthinia plasmanni är en tvåvingeart som beskrevs av Caspers 1984. Phthinia plasmanni ingår i släktet Phthinia och familjen svampmyggor.
Artens utbredningsområde är Österrike. Inga underarter finns listade i Catalogue of Life.